# Single-sided/double-sided
Die Bezeichnungen single-sided (SS) und double-sided (DS) finden in der digitalen Speichertechnik Anwendung und haben abhängig vom Medium unterschiedliche Bedeutungen.

## Speichermedien

### Speichermodule
Bei Speichermodulen geben die Bezeichnungen single-sided und double-sided an, ob die Module nur auf einer oder auf beiden Seiten der Leiterplatte mit Speicherchips bestückt sind. Während bei manchen Baureihen (z. B. SIMM) daraus auch auf die elektrische Verschaltung, also auf die Organisation des Moduls, geschlossen werden konnte, ist dies im Allgemeinen nicht der Fall. Zur besseren Unterscheidung wurden daher für die Organisation Bezeichnungen wie single-rowed/double-rowed, einreihig/zweireihig , single-banked/double-banked, single-ranked/double(dual)-ranked  etc., eingeführt.
Zur Unterscheidung bei SDRAM-Modulen gilt folgende Faustregel:
- Sind nur auf einer Seite des Moduls Chips aufgelötet, so handelt es sich praktisch immer um ein Ein-Bank-Modul.
- Sind auf beiden Seiten des Moduls je acht oder mehr Chips aufgelötet, so handelt es sich mit hoher Wahrscheinlichkeit um ein Zwei-Bank-Modul.
- Sind auf beiden Seiten des Moduls je vier oder weniger Chips aufgelötet, so ist die Organisation nicht erkennbar. In dieser Konfiguration kommen Ein- und Zwei-Bank-Module gleichermaßen vor.

Bei der Bestückung der Hauptplatine mit Hauptspeicher sollte auf die Anzahl der Bänke pro Speichermodul geachtet werden, denn eine Hauptplatine kann nur eine bestimmte Anzahl von Speicherbänken verwalten. Ein-Bank-Module werden im Normalfall von jedem Speicherinterface unterstützt. Zwei-Bank-Module hingegen müssen vom Speicherinterface der Hauptplatine explizit unterstützt werden, was bei aktuellen Produkten nicht immer der Fall ist. Unterstützt die Hauptplatine keine Zwei-Bank-Module oder hat nicht mehr genug Speicherbänke frei, wird im Regelfall die halbe Kapazität des Moduls erkannt und verwaltet.

### Magnetisch
Im Bereich der Scheiben-Medien (englisch disk storage) wie Disketten oder Festplatten wird beschrieben, ob die Medien einseitig oder beidseitig Informationen enthalten. Früher haben diese Medien nur auf einer Seite Daten enthalten, heute fast ausschließlich auf beiden.

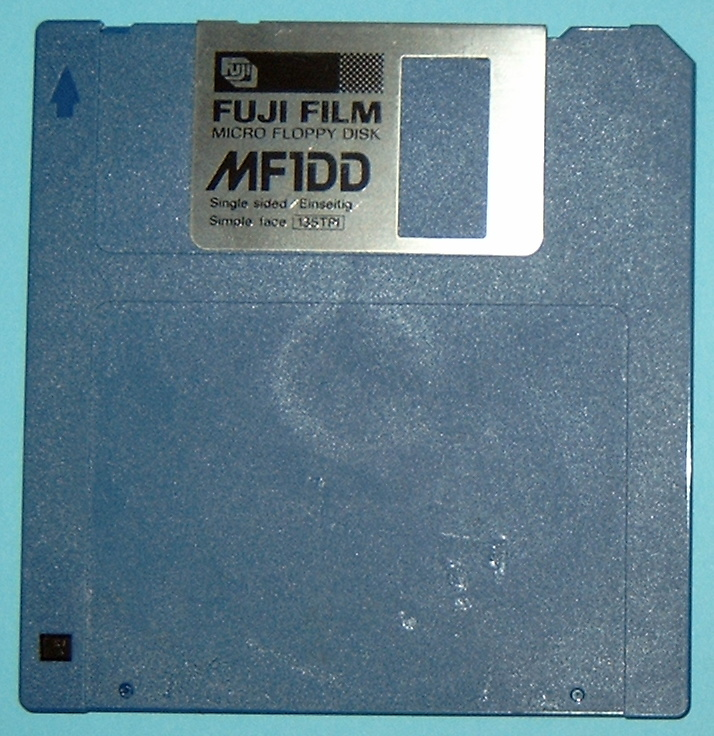
3½"-Diskette, single sided
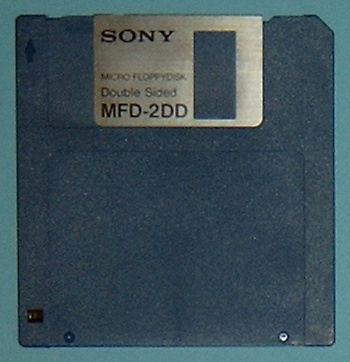
3½"-Diskette, double sided

### Optisch
DVDs sind als Single-sided- und Double-sided-Version (nicht zu verwechseln mit single-layer und double-layer) verfügbar. Double-sided DVDs haben die doppelte Kapazität von single-sided DVDs, die aber nur mit dem Nachteil des Wiedereinlegens des Mediums genutzt werden können.